# Da'Quan Bowers
Da'Quan Bowers (Bamberg, 23 febbraio 1990) è un giocatore di football americano statunitense che gioca nel ruolo di defensive end per i Tampa Bay Buccaneers della National Football League (NFL). Fu scelto nel corso del secondo giro (51º assoluto) del Draft NFL 2011 dai Buccaneers. Al college ha giocato a football alla Clemson University.

## Carriera professionistica

### Tampa Bay Buccaneers
Considerato una possibile prima scelta assoluta del Draft 2011 all'aprile 2010, Bower fu scelto dai Buccaneers solamente nel corso del secondo giro a causa di problemi fisici, tra cui un ginocchio che richiese un'operazione chirurgica.
Nella sua stagione da rookie, Bowers disputò tutte le 16 gare della stagione regolare, 6 delle quali come titolare, totalizzando 25 tackle, 1,5 sack e 4 passaggi deviati. Il 10 maggio 2012, nel corso del programma di allenamenti dei Buccaneers in vista della stagione 2012, Bowers si ruppe il tendine d'achille. Tornò in campo il 25 ottobre 2012 contro i Minnesota Vikings. La settimana successiva mise a segno il suo primo sack stagionale contro gli Oakland Raiders. La sua annata si concluse con 10 presenze, 13 tackle e 3 sack.

## Vittorie e premi
- Bronko Nagurski Trophy - 2010
- Ted Hendricks Award - 2010

## Statistiche
| Partite totali             | 26  |
| Partite totali da titolare | 6   |
| Tackle totali              | 38  |
| Sack                       | 4,5 |
| Intercetti                 | 0   |
| Fumble forzati             | 0   |

Statistiche aggiornate alla stagione 2012